# Barringtonia corneri
Barringtonia corneri là một loài thực vật có hoa trong họ Lecythidaceae. Loài này được Kiew & K.M.Wong mô tả khoa học đầu tiên năm 1988.